# Раян Гіггз
Ра́ян Джо́зеф Гіггз (або Ґіґґз, англ. Ryan Joseph Giggs, уроджений Раян Джозеф Вілсон англ. Ryan Joseph Wilson; нар. 29 листопада 1973, Кардіфф, Уельс) — колишній валлійський футболіст, півзахисник англійського «Манчестер Юнайтед» та збірної Уельсу. З 2018 року головний тренер збірної Уельсу. Протягом всієї своєї кар'єри виступав за англійський клуб «Манчестер Юнайтед», за який провів 963 офіційних матчі. Є найтитулованішим гравцем в історії британського футболу.19 травня 2013 став першим футболістом, що виграв 13 чемпіонських титулів вищого дивізіону Англії.
Гіггз є єдиним гравцем, який забив в 21 сезоні Прем'єр-ліги з моменту її заснування в сезоні 1992/93 до сезону 2012/13. Він також є першим гравцем, який забивав в 11 розіграшах Ліги чемпіонів поспіль. 21 травня 2008, вийшовши на поле у фінальному матчі Ліги чемпіонів, Гіггз побив рекорд сера Боббі Чарльтона за кількістю матчів за «Манчестер Юнайтед». Таким чином, Гіггз став рекордсменом «Манчестер Юнайтед» за кількістю матчів, проведених за клуб у всіх турнірах. 5 березня 2013, вийшовши на гру Ліги чемпіонів проти мадридського «Реала», провів свій 1000-й офіційний матч у кар'єрі.
На міжнародному рівні Гіггз виступав за збірну Уельсу, ставши наймолодшим гравцем, що виходив в основному складі збірної (його дебют відбувся в 1991 році). Гіггз був включений в список 100 легенд Футбольної ліги, а 11 грудня 2007 року на урочистій церемонії в Букінгемському палаці Гіггз був удостоєний титулу офіцера ордена Британської імперії (OBE).У січні 2011 року за результатами голосування серед уболівальників Гіггз був визнаний найвеличнішим гравцем в історії «Манчестер Юнайтед». Після завершення кар'єри в травні 2014 року, Гіггз був призначений на посаду асистента головного тренера «Манчестер Юнайтед».

## «Манчестер Юнайтед»
29 листопада 1990 року, в свій 17-й день народження, Гіггз підписав свій перший професійний контракт . До того часу багато хто називав його найталановитішим британським гравцем з часів Джорджа Беста.
Дебют Райана в чемпіонаті відбувся 2 березня 1991 в матчі проти «Евертона» на «Олд Траффорд»; Гіггз вийшов на заміну Денису Ірвіну. 4 травня 1991 в манчестерському дербі Гіггз вийшов на поле в стартовому складі і забив переможний гол у ворота «Манчестер Сіті». Тим не менш, Райан не був долучений в заявку з 16 гравців на фінал Кубка володарів кубків УЄФА проти «Барселони», який пройшов 11 днів потому. У той час основним лівим вінгером клубу був 20-річний Лі Шарп.
На початку сезону 1991/92 Гіггз став регулярним гравцем основи, продовжуючи паралельно виступати за молодіжний склад «Манчестер Юнайтед», в якому він був капітаном. У 1992 році ця команда виграла Молодіжний кубок Англії. 17-річний Гіггз, який виступав за основний склад, став першим з безлічі молодих футболістів, вихованих Алексом Фергюсоном.
Велику частину сезону «Манчестер Юнайтед» очолював турнірну таблицю чемпіонату, але в підсумку посів лише друге місце, поступившись чемпіонський титул «Лідсу». Це був останній сезон в історії старого Першого дивізіону. У наступному році був створений новий турнір, Прем'єр-ліга.
12 квітня 1992 Гіггз завоював свій перший трофей із клубом, коли «Юнайтед» обіграв «Ноттінгем Форест» у фіналі Кубка Футбольної ліги. Гіггз віддав гольовий пас на Брайана Макклера, який забив єдиний гол у цій зустрічі. Після закінчення сезону Райан був визнаний найкращим молодим футболістом року в Англії.
У сезоні 1994/95 через травму Гіггз провів у чемпіонаті лише 29 матчів, відновившись до кінця сезону, який виявився для «Манчестер Юнайтед» невдалим. Клуб не зміг обіграти «Вест Гем Юнайтед» у фінальному турі чемпіонату, внаслідок чого чемпіонський титул Прем'єр-ліги виграв «Блекберн Роверс». Тижнем пізніше Гіггз вийшов на заміну у фіналі Кубка Англії проти «Евертона», але «Юнайтед» поступився в цьому матчі з рахунком 1:0.
У сезоні 1995/96 Гіггз набрав колишню форму і став ключовим гравцем у складі «Юнайтед», який виграв домашній «дубль» (Прем'єр-лігу і Кубок Англії). Гол Гіггза у ворота «Евертона» на «Гудісон Парк» був номінований на звання «найкращого гола сезону» (у результаті більше голосів набрав гол Георгія Кінкладзе з «Манчестер Сіті»). У листопаді 1995 року, у своїй, можливо, найкращій грі сезону, Гіггз зробив «дубль» у ворота «Саутгемптона».
У Фіналі Ліги чемпіонів 1999 Гіггз зробив гольову передачу на Тедді Шерінгема. Перемігши у Прем'єр-лізі, Кубку Англії та Лізі чемпіонів, «Манчестер Юнайтед» завоював унікальний «Требл», який не підкорявся раніше жодному англійському клубу.
Після переходу Дениса Ірвіна в травні 2002 року Гіггз став одним з найдосвідченіших гравців у складі «Манчестер Юнайтед», хоча йому було всього лише 28 років. Після тріумфу 1999 року «Юнайтед» продовжував збирати трофеї, вигравши Прем'єр-лігу в сезонах 1999/2000, 2000/2001 та 2002/2003, а в Лізі чемпіонів тричі досягав чвертьфіналу і одного разу — півфіналу.
22 травня 2004 він грав у фіналі Кубка Англії і в четверте виграв цей турнір, ставши таким чином одним з двох гравців (іншим є Рой Кін), які чотири рази вигравали Кубок Англії, виступаючи за «Манчестер Юнайтед». Гіггз також чотири рази вигравав срібні медалі Прем'єр-ліги (в 1995, 2005 і 2007 роках).
Вийшовши на поле у вересні 2004 року в матчі з «Ліверпулем», Гіггз провів свою 600-ту гру в майці «Юнайтед»; це досягнення, крім нього, підкорялося лише серу Боббі Чарльтону і Біллу Фоулксу. У 2005 році він був включений в Зал слави англійського футболу в данину визнання його заслуг перед футболом в Англії.
6 травня 2007 року, після нічиєї «Челсі» з «Арсеналом», «Манчестер Юнайтед» виграв Прем'єр-лігу, а Гіггз став дев'ятикратним чемпіоном Англії, побивши рекорд Алана Хансена і Філа Ніла (вони виграли по вісім чемпіонських титулів з «Ліверпулем»).
21 травня 2008, Гіггз побив рекорд Боббі Чарльтона за кількістю матчів за клуб, вийшовши на заміну Полу Скоулзу на 87-й хвилині фінального матчу Ліги чемпіонів проти «Челсі».Основний і додатковий час матчу завершився внічию 1:1; в серії післяматчевих пенальті перемогу святкував «Манчестер Юнайтед» з рахунком 6:5. Гіггз реалізував останній, 6-й удар «Юнайтед» з одинадцятиметрової позначки, який виявився переможним (після промаху Ніколя Анелька відразу після цього).
8 грудня 2010 відбулася зустріч «Манчестер Юнайтед» з «Валенсією», яка стала для Райана Гіггза 121-ю у Лізі чемпіонів. Таким чином, він обійшов бразильця Роберто Карлоса, поступаючись за кількістю матчів у Лізі чемпіонів лише іспанцеві Раулю, в активі якого 136 матчів.
16 січня 2011 матч 23-го туру чемпіонату Англії з «Тоттенхемом» став для Гіггза 600-м у складі «червоних дияволів».
26 лютого 2012 матч 26-го туру чемпіонату Англії проти «Норвіча» став для Гіггза 900-м у складі «Манчестер Юнайтед». На поєдинок Райан вийшов з перших хвилин і відзначився переможним голом на 92-й хвилині зустрічі. Після гри сер Алекс Фергюсон висловив упевненість, що це досягнення — 900 матчів за один клуб — ніколи не буде побито.
Після закінчення сезону 2012/13 Гіггз був представлений як граючий тренер і асистент нового наставника «Манчестер Юнайтед» — Девіда Мойєса .
19 травня 2014 Райан Гіггз оголосив про завершення кар'єри гравця. У загальній складності, Гіггз зіграв 963 матчі за «Манчестер Юнайтед», в яких забив 168 голів. У своєму листі до вболівальників, Гіггз подякував їм за відданість і підтримку, яку вони надавали йому впродовж 24 років. Також, в цей же день, Райан Гіггз оголосив про входження до тренерського штабу «Манчестер Юнайтед», де буде виконувати роль асистента Луї ван Гала, який обійняв посаду головного тренера команди.

## Тренерська кар'єра
2014 року був призначений асистентом головного тренера «Юнайтед» Девіда Моєса. Згодом після звільнення останнього, став виконувати обов'язки головного тренера.
2018 року очолив тренерський штаб збірної Уельсу.

## Досягнення

Гіггз з чемпіонським кубком Прем'єр-ліги

### Командні досягнення
Манчестер Юнайтед
- Чемпіон Прем'єр-ліги (13): 1992–93, 1993–94, 1995–96, 1996–97, 1998–99, 1999–2000, 2000–01, 2002–03, 2006–07, 2007–08, 2008–09, 2010–11, 2012–13
- Володар Кубка Англії (4): 1993–94, 1995–96, 1998–99, 2003–04
- Володар Кубка Футбольної ліги (4): 1991–92, 2005–06, 2008–09, 2009–10
- Переможець Ліги чемпіонів УЄФА (2): 1999, 2008
- Володар Суперкубка Англії (10): 1993, 1994, 1996, 1997, 2003, 2007, 2008, 2010, 2011, 2013
- Володар Суперкубка Європи: 1991
- Володар Міжконтинентального кубка: 1999
- Переможець Клубного чемпіонату світу: 2008

### Особисті досягнення
- Гравець року в Англії за версією футболістів ПФА: 2009
- Найкращий молодий футболіст в Англії (2): 1992, 1993
- Спортсмен року у Великій Британії за версією BBC: 2009
- Володар Трофею «Браво» (приз найкращому молодому футболісту Європи): 1993
- Спортсмен року в Уельсі за версією BBC (2): 1996, 2009
- Володар призу сера Метта Басбі найкращому гравцеві року: 1997/98
- Входить до складу символічної збірної Прем'єр-ліги за підсумками десятиріччя (1993—2003): 2003[3]
- Включено в Зал слави англійського футболу: 2005
- Футболіст року в Уельсі (2): 1996, 2006
- Гравець місяця англійської Прем'єр-ліги (3): вересня 1993, серпень 2006, лютий 2007
- Входить до складу символічної збірної століття за версією ПФА: 2007[4]
- Член «команди року» за версією ПФА (8): 1993, 1994, 1995, 1996, 1998, 2001, 2007, 2009
- Найкращий футболіст в історії «Манчестер Юнайтед» за версією вболівальників: 2011[5]

### Рекорди
- Рекордсмен за кількістю чемпіонських медалей Прем'єр-ліги серед всіх клубів: 13 медалей
- Рекордсмен Прем'єр-ліги за кількістю матчів серед польових гравців: 666 матчів[6]
- Рекордсмен Прем'єр-ліги за кількістю гольових передач: 95 гольових передач[6]
- Єдиний гравець, який забивав у 21 сезоні Прем'єр-ліги (з моменту заснування Прем'єр-ліги в сезоні 1992/93 по сезон 2010/11 включно)[7]
- Єдиний гравець, забивав в 11 послідовних розіграшах Ліги чемпіонів УЄФА (з сезону 1996/97 по 2006/07)
- Найкращий бомбардир в історії Кубка європейських чемпіонів / Ліги чемпіонів УЄФА серед британських гравців[8]
- Другий півзахисник в історії (після Метта Ле Тісьє), який забив більше 100 голів у Прем'єр-лізі за один клуб
- Рекордсмен за кількістю офіційних матчів за «Манчестер Юнайтед»
- Найкращий бомбардир «Манчестер Юнайтед» у Прем'єр-лізі
- Єдиний гравець «Манчестер Юнайтед», який забивав в 14 сезонах Ліги чемпіонів УЄФА

### Нагороди та звання
- Володар титулу офіцера Ордена Британської імперії (OBE): 2007
- Ступінь магістра мистецтв Солфорского університету[9]

## Статистика виступів
| Клуб              | Сезон             | Ліга | Ліга | Кубок Англії | Кубок Англії | Кубок Ліги | Кубок Ліги | Єврокубки | Єврокубки | Інші | Інші | Разом | Разом |
| Клуб              | Сезон             | Ігри | Голи | Ігри         | Голи         | Ігри       | Голи       | Ігри      | Голи      | Ігри | Голи | Ігри  | Голи  |
| ----------------- | ----------------- | ---- | ---- | ------------ | ------------ | ---------- | ---------- | --------- | --------- | ---- | ---- | ----- | ----- |
| Манчестер Юнайтед | 1990–91           | 2    | 1    | 0            | 0            | 0          | 0          | 0         | 0         | 0    | 0    | 2     | 1     |
| Манчестер Юнайтед | 1991–92           | 38   | 4    | 3            | 0            | 8          | 3          | 1         | 0         | 1    | 0    | 51    | 7     |
| Манчестер Юнайтед | 1992–93           | 41   | 9    | 2            | 2            | 2          | 0          | 1         | 0         | 0    | 0    | 46    | 11    |
| Манчестер Юнайтед | 1993–94           | 38   | 13   | 7            | 1            | 8          | 3          | 4         | 0         | 1    | 0    | 58    | 17    |
| Манчестер Юнайтед | 1994–95           | 29   | 1    | 7            | 1            | 0          | 0          | 3         | 2         | 1    | 0    | 40    | 4     |
| Манчестер Юнайтед | 1995–96           | 33   | 11   | 7            | 1            | 2          | 0          | 2         | 0         | 0    | 0    | 44    | 12    |
| Манчестер Юнайтед | 1996–97           | 26   | 3    | 3            | 0            | 0          | 0          | 7         | 2         | 1    | 0    | 37    | 5     |
| Манчестер Юнайтед | 1997–98           | 29   | 8    | 2            | 0            | 0          | 0          | 5         | 1         | 1    | 0    | 37    | 9     |
| Манчестер Юнайтед | 1998–99           | 24   | 3    | 6            | 2            | 1          | 0          | 9         | 5         | 1    | 0    | 41    | 10    |
| Манчестер Юнайтед | 1999–00           | 30   | 6    | –            | –            | 0          | 0          | 11        | 1         | 3    | 0    | 44    | 7     |
| Манчестер Юнайтед | 2000–01           | 31   | 5    | 2            | 0            | 0          | 0          | 11        | 2         | 1    | 0    | 45    | 7     |
| Манчестер Юнайтед | 2001–02           | 25   | 7    | 1            | 0            | 0          | 0          | 13        | 2         | 1    | 0    | 40    | 9     |
| Манчестер Юнайтед | 2002–03           | 36   | 8    | 3            | 2            | 5          | 0          | 15        | 4         | 0    | 0    | 59    | 14    |
| Манчестер Юнайтед | 2003–04           | 33   | 7    | 5            | 0            | 0          | 0          | 8         | 1         | 1    | 0    | 47    | 8     |
| Манчестер Юнайтед | 2004–05           | 32   | 5    | 4            | 0            | 1          | 1          | 6         | 2         | 1    | 0    | 44    | 8     |
| Манчестер Юнайтед | 2005–06           | 27   | 3    | 2            | 1            | 3          | 0          | 5         | 1         | 0    | 0    | 37    | 5     |
| Манчестер Юнайтед | 2006–07           | 30   | 4    | 6            | 0            | 0          | 0          | 8         | 2         | 0    | 0    | 44    | 6     |
| Манчестер Юнайтед | 2007–08           | 31   | 3    | 2            | 0            | 0          | 0          | 9         | 0         | 1    | 1    | 43    | 4     |
| Манчестер Юнайтед | 2008–09           | 28   | 2    | 2            | 0            | 4          | 1          | 11        | 1         | 2    | 0    | 47    | 4     |
| Манчестер Юнайтед | 2009–10           | 26   | 5    | 1            | 0            | 2          | 1          | 3         | 1         | 1    | 0    | 32    | 7     |
| Манчестер Юнайтед | 2010–11           | 19   | 2    | 2            | 1            | 1          | 0          | 3         | 0         | 1    | 0    | 26    | 3     |
| Всього за кар'єру | Всього за кар'єру | 607  | 110  | 67           | 11           | 37         | 9          | 135       | 27        | 18   | 1    | 864   | 158   |

(станом на 7 березня 2011 року)